# Leo Gerger
Leo Gerger (* 24. Februar 1923 in Klein Olkowitz, Tschechoslowakei; † 30. November 2001) war ein österreichischer Maler, Grafiker und Emailleur.

## Leben und Wirken
Gerger hatte bereits während seiner beruflichen Tätigkeit in der Ostmark-Keramik in Znaim die Absicht, ins Kunsthandwerk einzusteigen. Er diente bei der deutschen Wehrmacht als Funker und wurde nach dem Krieg aus seiner südmährischen Heimat vertrieben.
Gerger absolvierte die Kunstschule in Linz von 1947 bis 1951 bei Karl Hauk erfolgreich und war anschließend bis 1967 in der Schmuckindustrie und dann als freischaffender Künstler tätig. 
Der in Linz wohnhafte Künstler stellte seine Werke in zahlreichen Einzel- und Gemeinschaftsausstellungen überwiegend in Österreich der Öffentlichkeit vor. 
1986 wurde ihm der Berufstitel Professor verliehen.

## Werke (Auswahl)
- Zu seinen bedeutendsten Arbeiten zählt der als Bronzeguss gefertigter Kreuzweg in der Kapelle des Krankenhauses Haslach (1975).[3]
- Zwölf Apostel, Emaillierungsarbeit, Pfarrkirche St. Severin, Linz

## Ausstellungen (Auswahl)
- Leo Gerger, Holz- und Lichtobjekte, Metallätzungen, Kompositionen in Email und Graphiken, Landeskulturzentrum Ursulinenhof, Linz, März und April 1978[4]
- Ausstellung in der Galerie der Stadt Wels (1981)[5]